# 今村修
今村 修（いまむら おさみ、1942年2月23日 - ）は、日本の政治家。元社会民主党衆議院議員（1期）。

## 来歴
青森県青森市出身。法政大学法学部通信制卒。青森県労事務局次長、青森市議などを経て、1987年青森県議に当選。1993年の総選挙で旧青森1区から関晴正の後継者として日本社会党公認で立候補して当選。1996年の総選挙で落選。1999年の青森県知事選挙に立候補し落選。2000年、2003年の総選挙でも落選した。
2025年1月時点で社民党青森県連代表を務めている。